# Проминь (Волынская область)
Проминь (укр. Промінь) — село в Боратинской сельской общине Луцкого района Волынской области Украины.
Код КОАТУУ — 0722885101. Население по переписи 2001 года составляет 527 человек. Почтовый индекс — 264111. Телефонный код — 332. Занимает площадь 0,976 км².